# 梁陳即時
《梁陳即時》（Liang & Chan On Time）是台灣中天娛樂台在於2010年5月24日起播出的談話性娛樂節目，在每周一至四晚上11:00至凌晨00:30直播播出，周一至五下午1:00重播，節目突出娛樂圈即時的娛樂新聞話題，另加以網路（如Facebook與MSN）、電話或簡訊等和觀眾即時互動的概念。
首集由景行廳男孩梁赫群與陳建州（黑人）主持，但黑人因悟空妹記者會主持壓力過大而請辭，此後由梁赫群搭配其他藝人主持。2010年7月7日起以「暑假無敵升級版」為由改為預錄節目，時間縮短至一小時，取消網友互動內容只以清談為主的節目，話題亦轉為辦公室等，由網友在Facebook報名參加成為現場觀眾。

## 首集風波
話題人物陳以庭在首集接受專訪，為自己引起的風波做出說明。但黑人在主持的過程中因為太重視朋友，導致主持的立場一直無法中立，無法再繼續撐下去，所以隔天下午在Facebook表示決定請辭梁陳即時。黑人否認請辭跟該集節目有關，而稱主要是未婚妻范范反對，覺得他不適合太八卦的節目主持，並原本答應親上第二集節目跟觀眾解釋並道別，稍晚改變主意改為接受節目Call out。

## 外部連結
- 梁陳即時facebook
- 梁陳即時官網[永久]
- 重播博物館-sugoideas （页面存档备份，存于）